# Bafing (Region)
Bafing ist eine Verwaltungsregion der Elfenbeinküste mit der Hauptstadt Touba. Bis 2011 bildeten die Regionen die höchste Verwaltungsebene des Landes. Seitdem untersteht die Region dem Distrikt Woroba.
Laut Zensus von 2014 leben in der Region 183.047 Menschen.
Die Region besteht einzig aus den Départements Touba, Koro und Ouaninou.